# Sertã (freguesia)
Sertã es una freguesia portuguesa del concelho de Sertã, con 81,71 km² de superficie y 5500 habitantes (2001). Su densidad de población es de 67,3 hab/km².